# Mea culpa (Céline)
Mea culpa ist die erste der vier Kampfschriften von Louis-Ferdinand Céline.
Sie erschien 1936 im Verlag Éditions Denoël et Steele (später Denoël) im selben Jahr wie Célines zweiter Roman Tod auf Kredit (Mort à crédit). Diese kurze (21 Seiten) Schrift wurde gleich nach Célines Reise in der UdSSR verfasst. In diesem beißenden Pamphlet legt Céline seine Ansicht der Natur des Menschen dar. Er verwirft sowohl den Kollektivismus als auch den Materialismus.
Im Gegensatz zu André Gide, der zur selben Zeit wie Céline die Sowjetunion bereiste und in Retour de l’U.R.S.S. („Zurück aus der UdSSR“) seine Eindrücke schilderte, handelt es sich bei Mea culpa nicht um einen Reisebericht. Céline beschreibt keine Einzelheiten, sondern gibt seiner Enttäuschung über den Kommunismus unter Stalin in aggressiven Wortfetzen Ausdruck.
Wolfgang Matz schreibt über das Buch: „Mea culpa ist ein kurzer Text, trotzdem ist er entscheidend für Célines Entwicklung. Er ist der definitive Abschied von allen Heilsversprechen durch Ideologie und Politik, und was auch immer er noch schreiben wird in seinen delierenden Pamphleten: Niemals wird er im Faschismus oder Nationalsozialismus irgendein positives Ideologem finden, für das er sich einsetzt; Céline ist von nun an radikal dagegen.“
In Retouches à mon Retour de l’U.R.S.S. (1937) zitiert André Gide eine lange Passage aus Mea culpa.